# Canadian Lions
Canadian Lions kanadski je nogometni klub iz grada Concorda u Ontariju.
Igra u CSL-u u "Međunarodnoj diviziji" ("International Division").
Svoje utakmice igra na stadionu Birchmount Stadium.

## Vanjske poveznice
- Službene stranice  Arhivirana inačica izvorne stranice od 27. kolovoza 2011. (Wayback Machine)